# Bell CH-146 Griffon
Le CH-146 Griffon est la désignation de l'hélicoptère moyen Bell 412EP construit pour l'Aviation royale du Canada par la division commerciale de Bell Aircraft, filiale du groupe américain Textron. Entré en service entre 1995 et 1997, le CH-146 est une plateforme polyvalente utilisée dans une multitude de rôles, dont le transport utilitaire et tactique, la reconnaissance et l'attaque, la recherche et sauvetage, et d'autres tâches de soutien héliporté.

## Caractéristiques

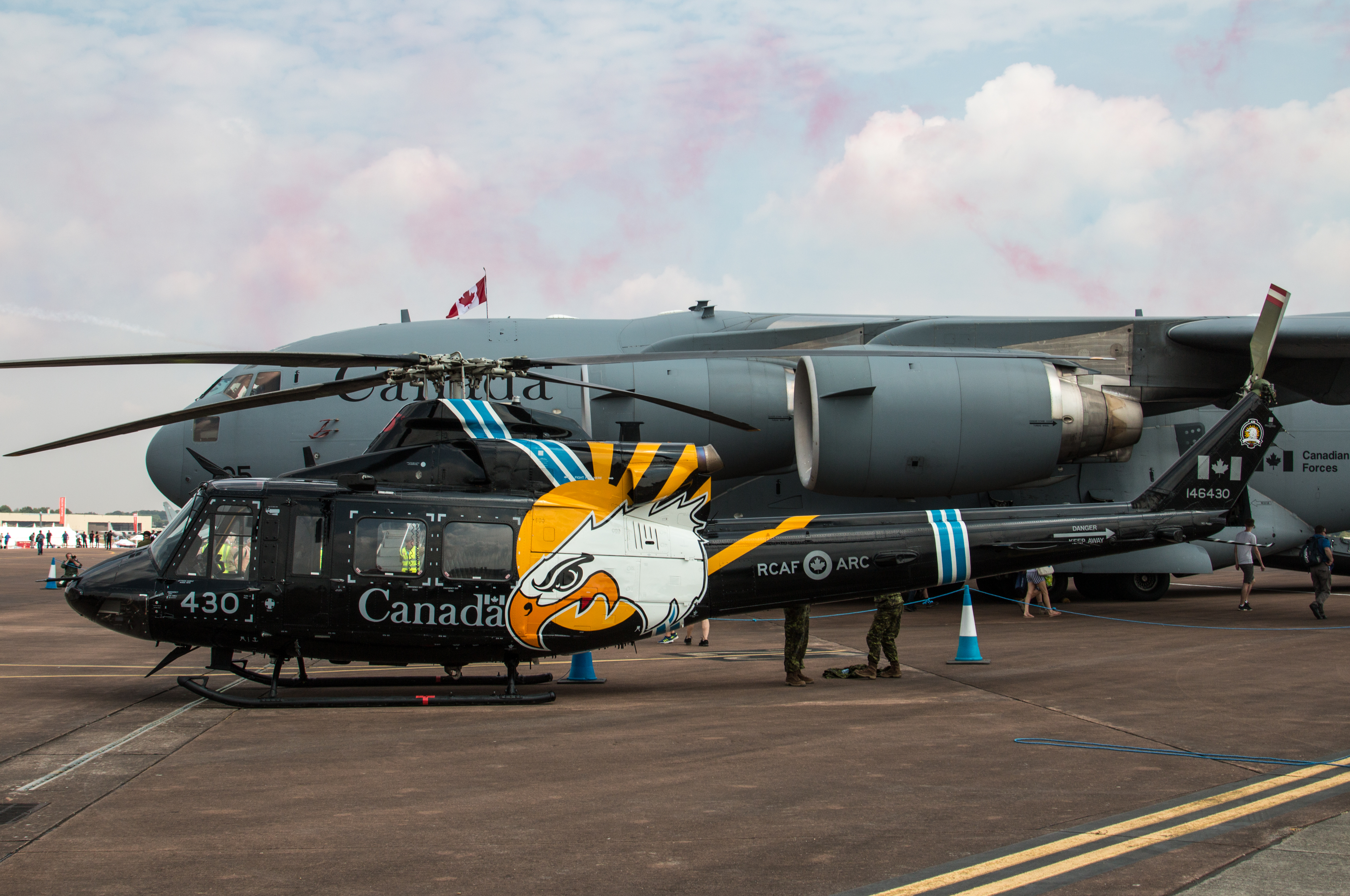
Un Griffon du Escadron décoré pour le Royal International Air Tattoo 2018.

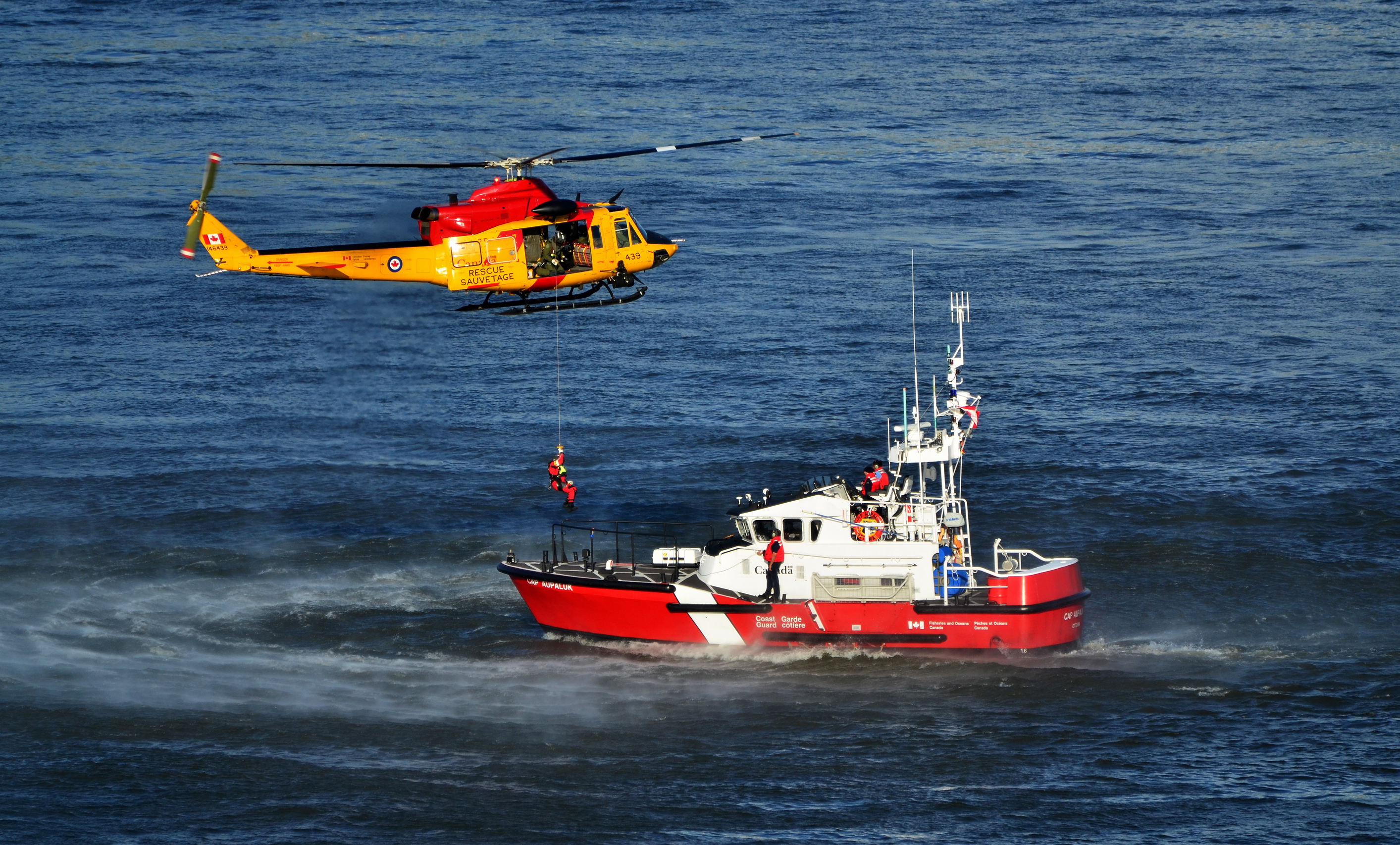
Un Griffon du Escadron configuré pour la recherche et sauvetage en exercice avec la Garde côtière canadienne

Deux configurations du Griffon existent : l'hélicoptère utilitaire de transport tactique (HUTT), utilisé pour l'appui tactique à l'Armée de terre, et une version équipée pour la recherche et sauvetage. Modulaire, le Griffon peut être muni d'un dispositif d'optronique infrarouge à balayage frontal, d'un système d'imagerie gyrostabilisé Wescam, et d'un puissant projecteur. Il peut aussi être modifié avec des planchers et des sièges blindés et équipé d'une mitrailleuse Browning M2 ou FN MAG; ces modifications ont été effectuées entre autres sur huit hélicoptères déployés en Afghanistan dès 2008.
Selon le type de mission, le Griffon, capable d'une vitesse maximale de 260 kilomètres à l'heure, peut transporter jusqu'à dix passagers, un groupe de combat d'infanterie de 8 soldats et leur équipement, ou 6 civières aéromédicales. Un démontage partiel permet à l'hélicoptère d'être transporté sur de longues distances par un Lockheed CC-130 Hercules (1 hélicoptère) ou un Boeing CC-177 Globemaster (3 hélicoptères).

## Histoire

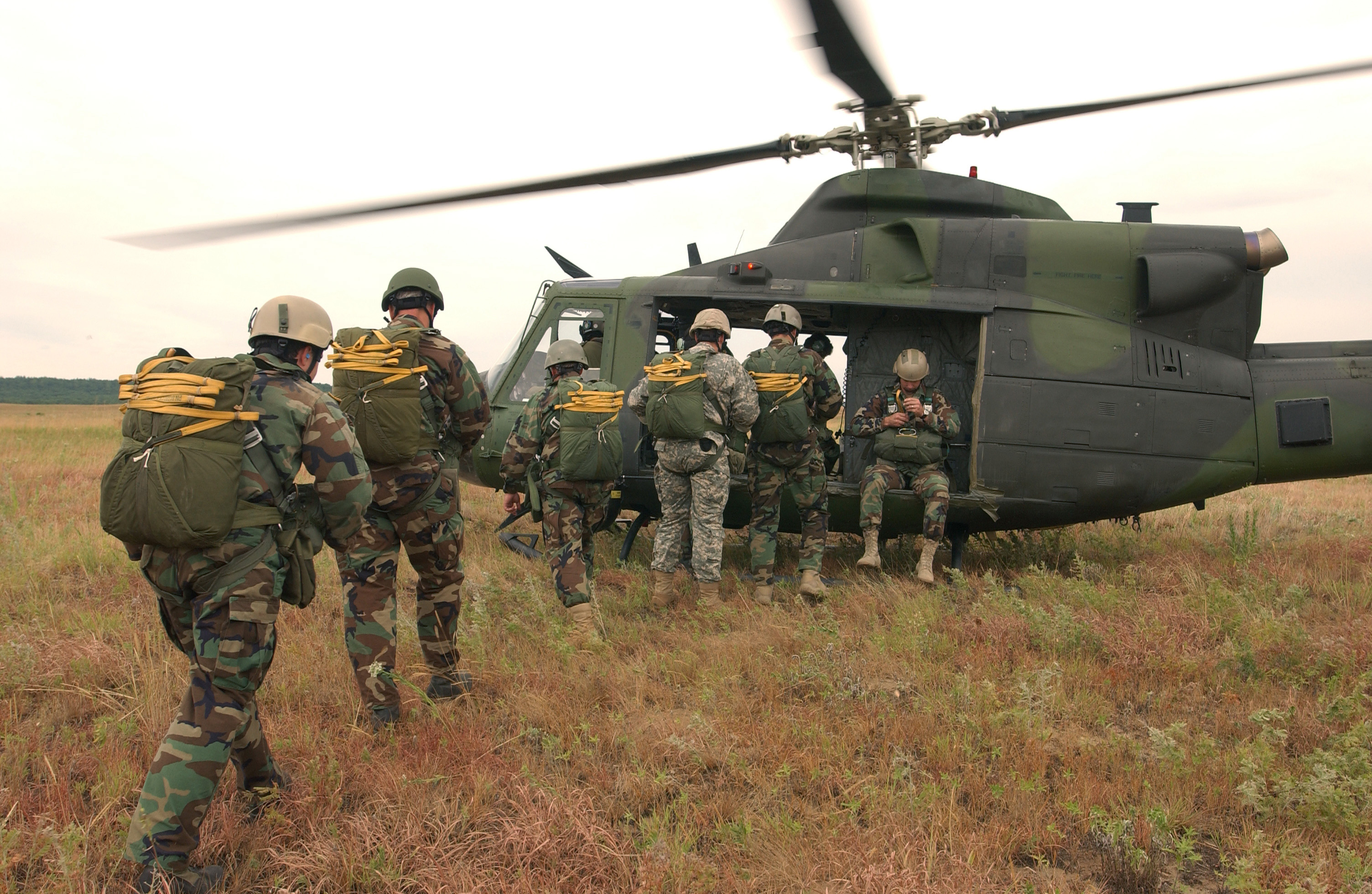
Des membres des forces spéciales américaines en exercice montent à bord d'un Griffon appartenant au Escadron durant l'exercice Patriot 2006.

Au début des années 1990, la Défense nationale cherchait à remplacer de trois à quatre plateformes vieillissantes : le Bell CH-118 Iroquois, le Bell CH-135 Twin Huey, le Bell CH-136 Kiowa, et possiblement le Boeing CH-147 Chinook. Après un appel d'offres, le Gouvernement du Canada sous le premier ministre Brian Mulroney a décidé en 1992 de remplacer les quatre plateformes par une version militarisée du Bell 412, une évolution civile du Twin Huey. La sélection d'un aéronef polyvalent en remplacement de quatre plateformes plus spécialisées était justifiée à l'époque par le besoin d'une plus grande flexibilité opérationnelle. Cette décision a été qualifiée par certains analystes de "politiquement motivée", les hélicoptères étant construits au Canada—ces spécialistes considèrent que le Griffon, trop petit pour le transport et trop gros pour la reconnaissance, est sous-motorisé et n'est pas adéquat pour un usage militaire, avec un potentiel limité dans des environnements arides comme l'Afghanistan.
En 1992, le gouvernement passe commande de 100 appareils à Bell Helicopter Textron Canada, une filiale de Bell Aircraft et de Textron basée à Mirabel au Québec, pour un coût total d'un milliard de dollars canadiens. Construits entre novembre 1994 et décembre 1997, ils entrent progressivement en service dès 1995. En vertu du contrat d'acquisition, l'usine de Mirabel fournit du soutien technique à la flotte de Griffons, notamment les réparations majeures. Un nouveau contrat de 640 millions de dollars signé en 2012 étend cette couverture jusqu'à la retraite planifiée des appareils en 2021, avec une option pour étendre leur vie utile jusqu'en 2025.
En janvier 2019, on annonce que les 85 hélicoptères composant la flotte seront rénovés pour 800 millions de dollars à partir de 2022 pour prolonger leur durée de vie jusqu'en 2031.
Plusieurs Griffons ont été mis au rencard depuis l'entrée en service de la flotte, si bien qu'en 2019 seulement 85 des 100 appareils sont encore opérationnels. En effet, neuf ont été vendus à la société Allied Wings en 2005 pour être utilisés comme soutien à l'entraînement avec la 3e École de pilotage des Forces canadiennes, trois ont été retirés de l'inventaire militaire en 2007, et trois ont été impliqués dans des accidents causant leur perte totale : 
- en novembre 1996, un Griffon appartenant au 444e Escadron de soutien au combat s'écrase dans les eaux glacées au nord du Labrador, d'où il n'a jamais été récupéré[7],[8];

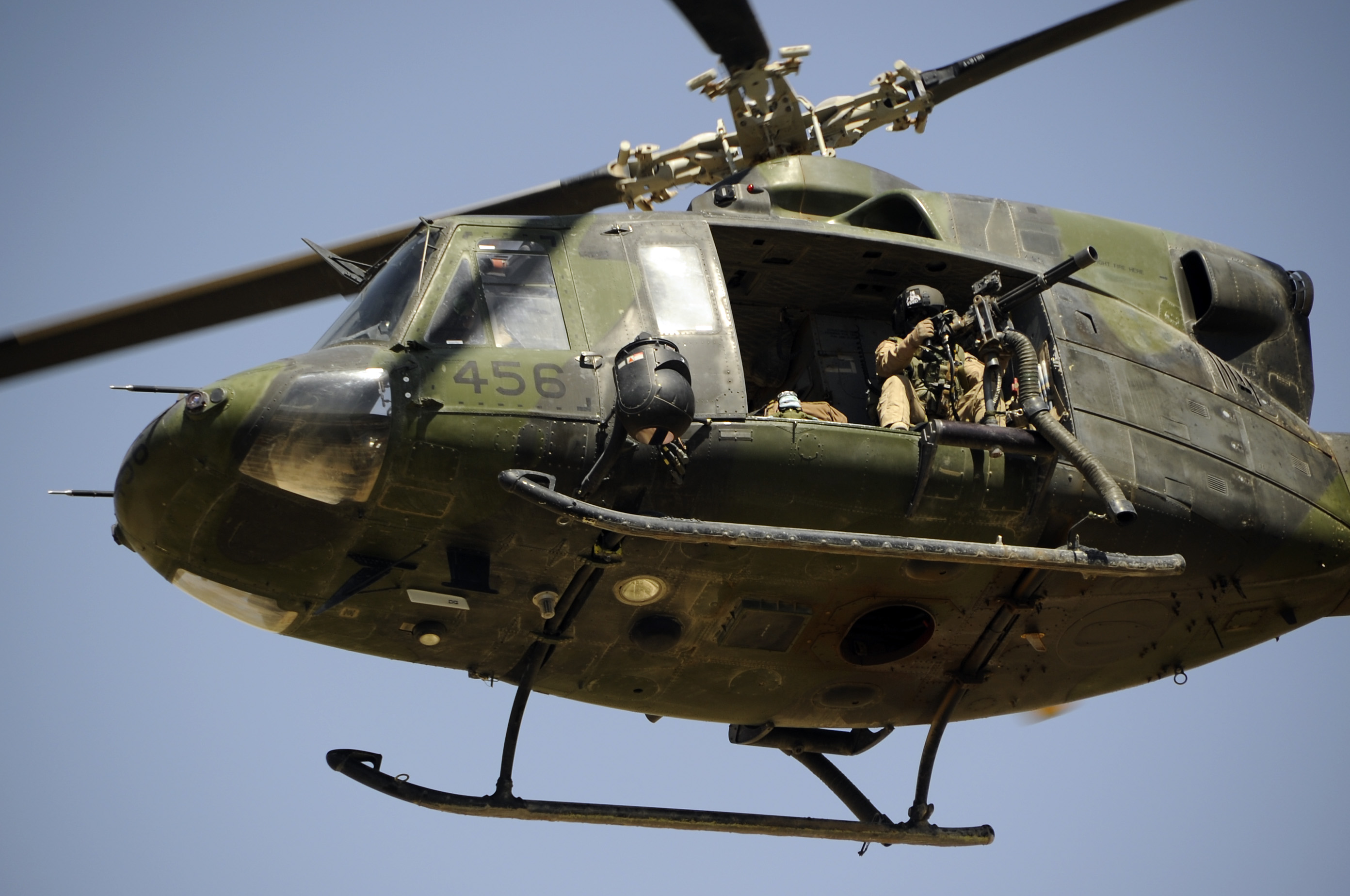
Un Griffon configuré pour l'escorte tactique en opération en Afghanistan

- le 18 juillet 2002, un Griffon appartenant au 444e Escadron de soutien au combat connait des ennuis mécaniques et s'écrase au nord de la base de Goose Bay au Labrador, causant la mort des deux pilotes et des blessures sérieuses à l'ingénieur de vol et au technicien en recherche et sauvetage à bord[9];
- le 6 juillet 2009, un Griffon déployé au sein de l'Escadre aérienne de la Force opérationnelle interarmées en Afghanistan s'écrase au décollage à 80 kilomètres au nord-est de Kandahar en raison d'une perte de visibilité causée par un nuage de poussière, tuant deux soldats canadiens et un sapeur britannique et blessant trois autres militaires canadiens[10].

Depuis sa mise en service, le CH-146 Griffon a été déployé dans plusieurs pays pour soutenir diverses opérations des Forces canadiennes, incluant en Haïti, en Jamaïque, en Bosnie, au Kosovo, l'Afghanistan et l'Irak, en plus de participations dans plusieurs exercices aux États-Unis. Dans le cadre domestique, le CH-146 Griffon a été utilisé dans plusieurs opérations de soutien aux autorités civiles, jouant notamment un rôle majeur au Québec et en Ontario lors de la crise du verglas en 1998.

## Opérateurs
- 400e Escadron tactique d'hélicoptères
- 403e Escadron d'entraînement opérationnel d'hélicoptères
- 408e Escadron tactique d'hélicoptères
- 417e Escadron de soutien au combat
- 424e Escadron de transport et sauvetage
- 427e Escadron d'opérations spéciales d'aviation
- 430e Escadron tactique d'hélicoptères
- 438e Escadron tactique d'hélicoptères
- 439e Escadron de soutien au combat
- 444e Escadron de soutien au combat

### Développement lié
- UH-1 Iroquois